# Свобода (Баштанський район)
Свобо́да — село в Україні, у Привільненській сільській громаді Баштанського району Миколаївської області. Населення становить 38 осіб.

## Населення
Згідно з переписом УРСР 1989 року чисельність наявного населення села становила 42 особи, з яких 19 чоловіків та 23 жінки.
За переписом населення України 2001 року в селі мешкало 38 осіб.

### Мова
Розподіл населення за рідною мовою за даними перепису 2001 року:
| Мова       | Відсоток |
| ---------- | -------- |
| українська | 89,47 %  |
| російська  | 7,89 %   |
| білоруська | 2,63 %   |